# Entosthodon drummondii
Entosthodon drummondii är en bladmossart som beskrevs av Sullivant in Sullivant och Lesquereux 1856. Entosthodon drummondii ingår i släktet koppmossor, och familjen Funariaceae. Inga underarter finns listade i Catalogue of Life.